# Kunstskatte fra Wien
Kunstskatte fra Wien er en dansk dokumentarfilm fra 1949 med instruktion og manuskript af Carl Otto Petersen.

## Handling
Reportagefilm om udstillingen af kunstskatte fra Wien, der i februar måned 1949 blev afholdt på Statens Museum for Kunst i København. Der indledes med nogle glimt fra åbningen, der overværedes af kongeparret, og hvor undervisningsminister Hartvig Frisch talte. Derefter følger en kort rundgang på udstillingen, og filmen slutter med billedet af det berømte saltkar af Benvenuto Cellini.